# Cordia subpubescens
Cordia subpubescens är en strävbladig växtart som beskrevs av Joseph Decaisne. Cordia subpubescens ingår i släktet Cordia, och familjen strävbladiga växter. Inga underarter finns listade i Catalogue of Life.